# هنري رينولدز (مؤرخ)
هنري رينولدز (بالإنجليزية: Henry Reynolds)‏ هو مؤرخ أسترالي، ولد في 1 مارس 1938 في هوبارت في أستراليا.